# Contea di Franklin (Virginia)
La contea di Franklin, in inglese Franklin County, è una contea dello Stato della Virginia, negli Stati Uniti. La popolazione al censimento del 2000 era di 47 286 abitanti. Il capoluogo di contea è Rocky Mount. Il nome le è stato dato in onore a Benjamin Franklin, famoso giornalista, diplomatico e inventore statunitense.

## Geografia fisica
La contea si trova nella parte meridionale della Virginia. L'U.S. Census Bureau certifica che l'estensione della contea è di 1843 km², di cui 1792 km² composti da terra e i rimanenti 51 km² composti di acqua.

### Contee confinanti
- Contea di Bedford (Virginia) - nord-est
- Contea di Pittsylvania (Virginia) - sud-est
- Contea di Henry (Virginia) - sud
- Contea di Patrick (Virginia) - sud-ovest
- Contea di Floyd (Virginia) - ovest
- Contea di Roanoke (Virginia) - nord-ovest

## Storia
La Contea di Franklin venne costituita nel 1785.

## Città e paesi
- Boones Mill
- Ferrum
- North Shore
- Penhook
- Rocky Mount
- Union Hall
- Westlake Corner